# Bernardo Mello Franco
Bernardo Mello Franco (Rio de Janeiro, 4 de novembro de 1983) é um jornalista brasileiro. Atua como colunista no jornal O Globo e na rádio CBN. É autor do livro "Mil Dias de Tormenta - A crise que derrubou Dilma e deixou Temer por um fio".

## Carreira
Carioca, formou-se no curso de jornalismo da Universidade Federal do Rio de Janeiro. Começou sua trajetória profissional no Jornal do Brasil, em 2004. No ano seguinte, foi para o jornal O Globo, que em 2007 o enviou para a sucursal de Brasília, a capital federal do Brasil. Lá permaneceu até 2010, quando foi contratado pela Folha de S.Paulo. 
No jornal paulista, foi repórter político, correspondente internacional, editor do Painel e titular da coluna Brasília. Em 2018, retornou para O Globo, onde assumiu um blog e uma coluna diária sobre política. Em 2020, também virou comentarista da rádio CBN.
Na temporada como correspondente em Londres, participou de coberturas em dez países europeus. No Brasil, atuou como repórter no Rio de Janeiro, em São Paulo e em Brasília. Em 2018, lançou o livro "Mil Dias de Tormenta - A crise que derrubou Dilma e deixou Temer por um fio" (Editora Objetiva). 
Na campanha de 2022, participou do podcast semanal Interrompemos Nossa Programação, com Marcelo Adnet e Malu Gaspar. Seus comentários na CBN são reproduzidos no podcast “Conversa de Política — Bernardo Mello Franco”.

## Família
Membro de família formada por intelectuais, o jornalista Bernardo Mello Franco é um dos onze netos de Affonso Arinos de Mello Franco, membro da Academia Brasileira de Letras (ABL), que faleceu em 2020; e bisneto do ex-deputado e ex-senador Afonso Arinos de Mello Franco, responsável por criar a primeira lei contra o racismo no país, promulgada por Getúlio Vargas em 3 de julho de 1951.
Em sua família também estão incluídos Afonso Arinos, um dos mais importantes escritores sertanistas do país, e o político e diplomata Afrânio de Mello Franco.